# Наклик
На́клик (пол. Naklik) — деревня в Билгорайском повете Люблинского воеводства Польши. Входит в состав гмины Поток-Гурны. Находится примерно в 26 км к юго-западу от центра города Билгорай. По данным переписи 2011 года, в деревне проживало 435 человек.

## История
В 1648—1935 годах известен как фольварк Наклицкий (пол. Folwark Naklicki).
19 марта 1863 года отряд полковника Леона Чеховского разбил здесь свой лагерь, а в ночь с 9 по 10 мая 1963 года здесь прошёл отряд генерала Антония Езёранского, которого сопровождал генерал Александр Валигурский.
В 1975—1998 годах деревня входила в состав Замойского воеводства.
В 1993—1996 годы был построен костёл милосердия Божьего, относящийся к приходу Поток-Гурны.

## Население
Демографическая структура по состоянию на 31 марта 2011 года:
|         | Всего | До трудоспособного возраста | Трудоспособного возраста | Старше трудоспособного возраста |
| ------- | ----- | --------------------------- | ------------------------ | ------------------------------- |
| Мужчины | 218   | 40                          | 149                      | 29                              |
| Женщины | 217   | 50                          | 112                      | 55                              |
| Всего   | 435   | 90                          | 261                      | 84                              |